# Fislis
Fislis ist eine französische Gemeinde mit 387 Einwohnern (Stand 1. Januar 2022) im Département Haut-Rhin in der Region Grand Est (bis 2015 Elsass) Sie gehört zum Arrondissement Altkirch, zum Kanton Altkirch und ist Mitglied des Gemeindeverbandes Sundgau.

## Geografie
Die Gemeinde Fislis liegt an der oberen Ill auf etwa 385 Metern Meereshöhe, 20 Kilometer südöstlich von Altkirch und 20 Kilometer südwestlich von Basel.
Nachbargemeinden von Fislis sind Muespach im Norden, Muespach-le-Haut im Nordosten, Linsdorf im Osten, Oltingue im Süden, Bouxwiller im Westen sowie Werentzhouse im Nordwesten.

## Geschichte
1243 als Visilis erwähnt, im 16. Jahrhundert als Fislitz, auch als Fislach. Bis 1324 gehörte der Ort zur Grafschaft Pfirt, kam dann an Habsburg und 1648 im Westfälischen Frieden an die französische Krone. Bis 1803 war die Kirche Filial von St.-Blaise. Von 1871 bis zum Ende des Ersten Weltkrieges gehörte Fislis als Teil des Reichslandes Elsaß-Lothringen zum Deutschen Reich und war dem Kreis Altkirch im Bezirk Oberelsaß zugeordnet.

### Bevölkerungsentwicklung
| Jahr      | 1910 | 1962 | 1968 | 1975 | 1982 | 1990 | 1999 | 2007 | 2018 |
| Einwohner | 327  | 337  | 322  | 365  | 376  | 380  | 386  | 409  | 405  |

## Sehenswürdigkeiten
- Kirche Sankt Leodegar (St. Léger): Die jetzige Kirche wurde 1764 geweiht und erhielt 1884 einen reich gegliederten Turm in historisierenden Formen. Barocke Innenausstattung (Rokoko-Altäre). Taufstein aus dem 16. Jahrhundert. Rinkenbach-Orgel von 1853.   Mairie-(École) ein Walmdachbau mit gequaderten Ecklisenen von 1846 in den schlichten Formen der Louis-Philippe-Zeit. Die risalitartig hervorgehobene Fassadenmitte betont durch einen Dreiecksgiebel und Rustizierung der Doppelportalzone.  Alte Mühle, großes Steinhaus der Barockzeit, im Kern wohl älter. Einige Fachwerkhäuser, darunter Rue Principale Nr. 10 in der altertümlicheren Ständerbauweise. Sehr altertümlich das Haus Rue Principale Nr. 35 mit hauswandhohen Ständern und Streben. Diese Bauweise war schon vor dem Dreißigjährigen Krieg im Gebrauch, ist aber auch noch lange nach dem Krieg üblich.

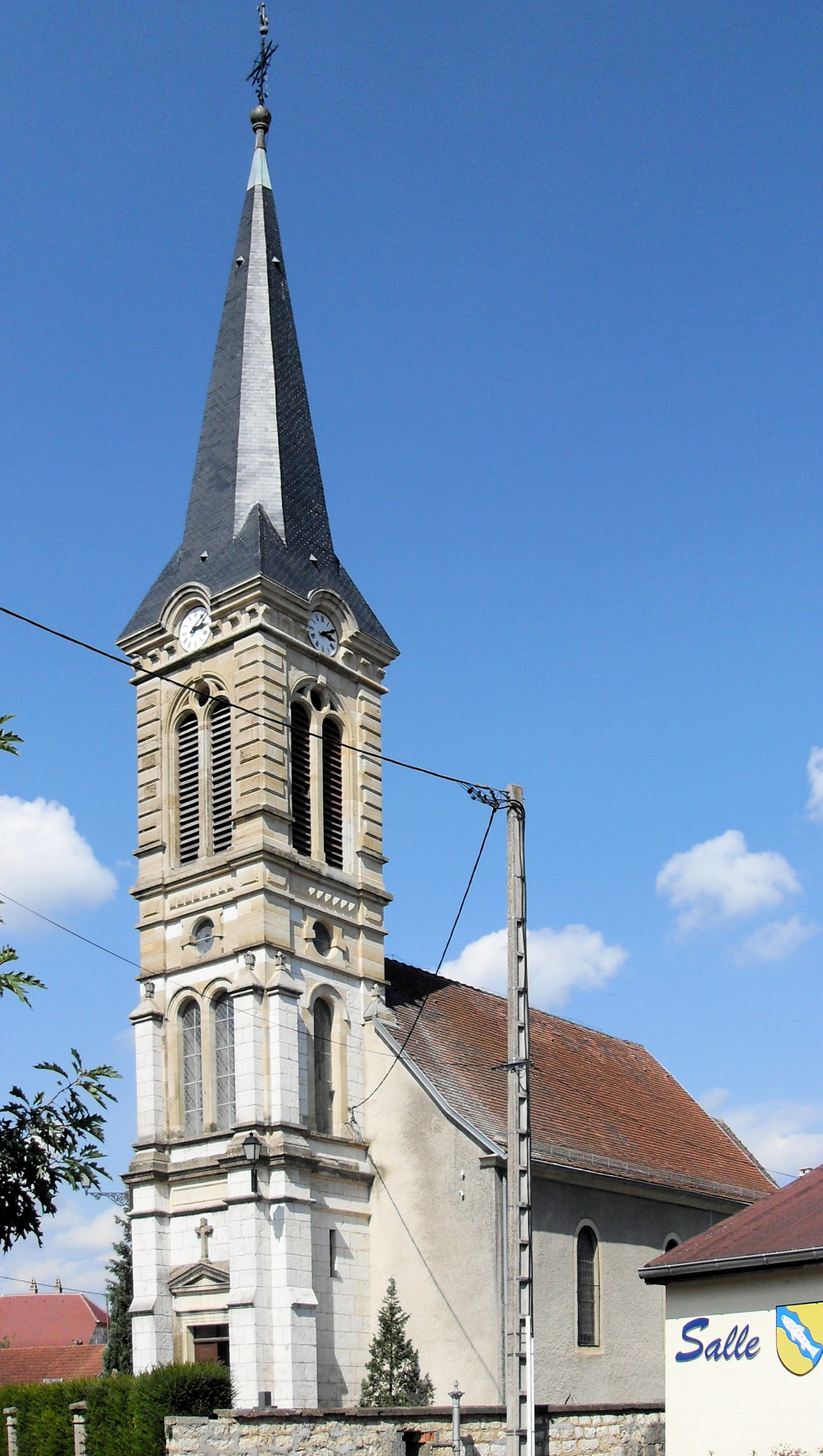
Kirche St-Leodegar